# Morella (keresztnév)
A Morella olasz eredetű női név, jelentése: fekete (hajú) lány.

## Gyakorisága
Az 1990-es években szórványos név, a 2000-es években nem szerepel a 100 leggyakoribb női név között.

## Névnapok
- július 6.[2]
- július 19.[2]